# Mai Farouk
Mai Farouk (en árabe: مي فاروق‎ Mai Fārūq; El Cairo, Egipto; 9 de septiembre de 1982) es una cantante egipcia, reconocida por sus interpretaciones de piezas originalmente entonadas por Umm Kalzum. 

## Biografía

### Inicios
A los ocho años se unió al coro de Selim Sahab en la Ópera de El Cairo. Sus padres descubrieron su talento para el canto y la apoyaron para que lo desarrollara y perfeccionara desde pequeña.

### Vinculación con la ópera
Profundamente vinculada con el entorno de la ópera, en una entrevista con el periodista Amr El-Leithy emitida el 13 de mayo de 2013 declaró que se preparó conscientemente para una carrera en el canto, eligiendo la orientación en la que se destacó: la ópera. Explicó que fue a través de ese género que se dio a conocer y alcanzó la fama. En esa misma entrevista, afirmó que considera a Umm Kalzum como la mejor artista por ser la más difícil de interpretar y expresó que se siente cómoda en ese desafío. También mencionó que creció escuchando la voz de Mohamed Abdel Wahab.

### Repertorio musical
Mai Farouk ha interpretado un amplio repertorio de canciones y ha participado en múltiples producciones televisivas. Entre sus obras más destacadas, se encuentran:

#### Solos:
- إديني حب (Eddeeni Hobb – Dame amor)
- يا ملك (Ya Malek – Oh rey)
- آه يا طير (Ah Ya Teir – Ay, pájaro)
- الشتا (Al Shitaa – El invierno)
- كام ليلة (Kam Leila – Cuántas noches)
- كدبت عينيّا (Kadabet ‘Eneya – Mis ojos mintieron)
- مش هتلاقي (Mesh Hatla’i – No encontrarás)
- دعاء "قدرني يا ربي" (Du‘aa Qaddirni Ya Rabbi – Súplica: Dame fuerzas, Señor)

#### Títulos colectivos y óperas:
- أوبريت مصر المأمَنة (Opereta Misr al-Ma’mana – Egipto segura)
- أوبريت ثورة شعب (Opereta Thawrat Sha‘b – Revolución del pueblo)
- أوبريت مين ده اللي هيقدر (¿Quién se atreverá?)

#### Banda sonora de series y telenovelas:
- مسلسل الليل وآخره (El leil wa Akhru – La noche y su final)
- امرأة من الصعيد الجواني (Imra’a min al-Sa‘id al-Gawwani – Una mujer del Alto Egipto)
- العنكبوت (El ‘Ankaboot – La araña)
- عرب لندن (Arab London – Árabes de Londres)
- صبيان وبنات (Sibyan wa Banat – Chicos y chicas)
- كلام نسوان (Kalam Neswan – Charlas de mujeres)
- علماء المسلمين (‘Ulama’ al-Muslimeen – Los sabios musulmanes)
- الزوجة الثانية (El Zawga el-Thaniya – La segunda esposa)
- السبع بنات (El Saba‘ Banat – Las siete hijas)